# Rio Zutiua
Rio Zutiua är ett vattendrag i Brasilien.   Det ligger i delstaten Maranhão, i den nordöstra delen av landet, 1 400 km norr om huvudstaden Brasília.
Omgivningarna runt Rio Zutiua är huvudsakligen savann. Runt Rio Zutiua är det ganska tätbefolkat, med 166 invånare per kvadratkilometer.